# 다카미야촌 (돗토리현)
다카미야촌(高宮村)은 돗토리현 히노군에 있던 촌이다. 현재의 니치난정의 일부에 해당한다.